# Jules Dupuit
Arsène Jules Emile Juvénal Dupuit est un ingénieur et économiste français, né le 18 mai 1804 à Fossano (République cisalpine) et mort le 5 septembre 1866 à Paris 16e.

## Biographie
Ancien élève de l'École polytechnique (1822), il devient ingénieur au Corps des ponts et chaussées. Il s'occupe du système routier français, puis de la construction du système d'égouts de Paris. Il se marie en 1829 et est nommé ingénieur de première classe en 1836. Dans la conception des premiers châteaux d'eau, il préconise l'emploi de citernes suspendues en fer forgé, et leur prescrit un cuvelage de fond sphérique pour annuler les composantes horizontale de la poussée sur le tambour d'appui.

Conception des réservoirs de château d'eau selon Dupuit.

C'est aussi, comme souvent à cette époque, un savant : il fait des expériences sur les lois du frottement des roues sur les chaussées. Il trouve une force de frottement en inverse de la racine carrée du rayon de la roue, ce qui l'oppose aux résultats de Coulomb de 1781, et entretient une polémique avec Morin sur le sujet.
Dupuit s'intéressa de près aux conséquences de la Loi de Darcy qui est la base de l'hydraulique souterraine. Il en considéra notamment un cas limite : celui où le mouvement de la nappe est quasi-statique et demeure, pour cette raison, essentiellement horizontal. Il parvient ainsi à une solution analytique exprimant l'efficacité de pompage d'un puits dans un terrain homogène. Cette « hypothèse de Dupuit » est très souvent employée en géotechnique.
Il devient économiste, science en formation à l'époque, et écrit en 1844 un article sur le péage dans lequel il introduit sa courbe d'utilité marginale décroissante.
Dans le même ordre d'idées, il mène une réflexion sur la définition d'un taux d'imposition optimal et, à ce titre, apparaît comme un inspirateur des réflexions ultérieures de Arthur Laffer. Citation extraite des annales des Ponts et Chaussées, no 116, datées de l'année 1844 : « Si l’on augmente graduellement un impôt depuis 0 jusqu’au chiffre qui équivaut à une prohibition, son produit commence par être nul, puis croît insensiblement, atteint un maximum, décroît ensuite successivement puis devient nul. » ce qui correspond à la Courbe de Laffer.
Dupuit est surtout connu pour le concept du surplus du consommateur. En tant qu’ingénieur des ponts et chaussées, il devait faire des choix parmi toutes les demandes de nouveaux ponts ou routes à construire. Si un péage permet de financer l’exploitation du pont, l’investissement est rentable ; toutefois, Dupuit fait remarquer que des individus seraient prêts à payer davantage pour traverser le pont. Pour savoir si le pont doit être construit, il faut prendre le montant maximal que les individus seraient prêts à payer. La différence entre cette somme et le montant payé (le péage) représente le surplus du consommateur.

## Œuvres
- (1837) Essais et expériences sur le tirage des voitures et sur le frottement de seconde espèce.
- (1842) Considérations sur le frais d'entretien des routes.
- (1844) De la mesure de l’utilité des travaux publics.
- (1849) De l'influence des péages sur l'utilité des voies de communication.
- (1851) De l’impôt payé aux maîtres de poste par les entrepreneurs de voitures publiques.
- (1853) De l'utilité et de sa mesure: de l’utilité publique.
- (1853) Du monopole des chemins de fer.
- (1854) Traité théorique et pratique de la conduite et de la distribution des eaux.
- (1854) “Péage“ dans C. Coquelin et Guillaumin (ed.), Dictionnaire de l’économie politique, p. 339-344.
- (1854) “Routes et Chemins” dans C. Coquelin et Guillaumin (ed.), Dictionnaire de l’économie politique, p. 555-560.
- (1861) La Liberté Commerciale: son principe et ses conséquences.
- (1861) “Du principe de propriété – Le juste et L’utile”, Journal des économistes.
- A. Jules Étienne Juvenal Dupuit et Jules Dupuit (1863) "Études théoriques et pratiques sur le mouvement des eaux dans les canaux découverts et à travers les terrains perméables : avec des considérations relatives au régime des grandes eaux, au débouché à leur donner, et à la marche des alluvions dans les rivières à fond mobile". Dunod (exemplaire numérisé par Google Livres.
- (1865) Des causes qui influent sur la longueur de la vie moyenne des populations in Journal des Économistes.
- (1870) Traité de l'équilibre des voûtes et de la construction des ponts en maçonnerie. Ed. Dunod, Paris (394 p. + 6 pl.) (lire en ligne)